# كارمين خاراميو
كارمين خاراميو (بالإسبانية: Carmen Jaramillo)‏ هي متسابقة ملكة الجمال وعارضة بنمية، ولدت في عقد 1990 في La Chorrera, Panama ‏ في بنما.